# Rugina nu moare
Rugina nu moare este primul album al formației M.S., al cărei lider este bateristul Doru Istudor. Materialul, înregistrat în studioul Migas Real Compact al lui Adrian Ordean și masterizat la Londra de tehnicieni specializați pe heavy metal, aduce în prim plan acel element rock specific scenei românești, la un nivel tehnic ridicat. Discul conține 10 piese, în marea lor majoritate compuse de Doru Istudor. Pe lângă compozițiile noi, realizate în perioada M.S., apar și melodii ce provin din proiectul anterior al bateristului, Harap-Alb (1998–2000), dar și o variantă nouă a piesei „Alerg”, una dintre primele creații românești de speed metal, înregistrată inițial de Doru cu Voltaj în 1987. Albumul Rugina nu moare a fost produs de Doru Istudor și a fost lansat sub egida tinerei case de discuri HMM.ro în data de 17 octombrie 2002, odată cu primul album de studio al formației Trooper. Discul este considerat de majoritatea criticilor muzicali și ascultătorilor ca fiind unul dintre cele mai reușite materiale de heavy metal realizate în România.

## Piese
1. Dreptul de a candida
2. Panzer
3. Cultura
4. Colț de cer
5. Harap Alb
6. Patrula
7. Antisocial
8. AC-DC (Mami)
9. Alerg
10. Inter City Express DB-AG

Muzică: Doru Istudor (1-3, 5-9); Sandu Costică (4); Cristi Marinescu (10)

Versuri: Doru Istudor (1-3, 5-9); Sandu Costică (4)

## Personal
- Sandu Costică „Damigeană” – vocal (1-9)
- Cristian Luca – chitară solo și armonie (2, 3, 4, 5), chitară armonie (6, 7)
- Cristi „Porta” Marinescu – chitară solo și armonie (9, 10)
- George Pătrănoiu – chitară solo și armonie (1), chitară solo (6, 7)
- George Costinescu – bas (1, 2, 3, 4, 6, 7)
- Marius Macedon – bas (5, 8, 9, 10), clape
- Doru Istudor „M.S.” – baterie (1-10), vocal (7)

Înregistrări muzicale și mixaje: Marius Macedon, Doru Istudor & M.S. (Migas Real Compact, București)

Inginer de sunet: Marius Macedon

Masterizare: Caligula Studios, Londra

Grafică: Marius Roșiu (după o idee de Doru Istudor)

Producător: Doru Istudor.